# Сент-Френсіс (округ, Арканзас)
Шаблон:StateAbbr_ 35°01′36″ пн. ш. 90°42′15″ зх. д. / 35.026666666667° пн. ш. 90.704166666667° зх. д.
Округ Сент-Френсіс (англ. St. Francis County) — округ (графство) у штаті Арканзас. Ідентифікатор округу 05123.

## Історія
Округ утворений 1827 року.

## Демографія
За даними перепису 
2000 року 
загальне населення округу становило 29329 осіб, зокрема міського населення було 14286, а сільського — 15043.
Серед мешканців округу чоловіків було 15067, а жінок — 14262. В окрузі було 10043 домогосподарства, 7227 родин, які мешкали в 11242 будинках.
Середній розмір родини становив 3,17.
Віковий розподіл населення поданий у таблиці:
| Стать    | До 15 років | 15-21 | 22-29 | 30-39 | 40-49 | 50-65 | 65-85 | Понад 85 |
| -------- | ----------- | ----- | ----- | ----- | ----- | ----- | ----- | -------- |
| Чоловіки | 3501        | 1575  | 1793  | 2447  | 2247  | 2170  | 1215  | 119      |
| Жінки    | 3278        | 1505  | 1456  | 1795  | 2010  | 2072  | 1819  | 327      |

## Суміжні округи
- Кросс — північ
- Кріттенден — схід
- Лі — південь
- Монро — південний захід
- Вудрафф — північний захід

## Виноски
1. ↑  U.S. Decennial Census. United States Census Bureau. Процитовано 27 серпня 2015.
2. ↑  Historical Census Browser. University of Virginia Library. Архів оригіналу за 11 серпня 2012. Процитовано 27 серпня 2015.
3. ↑  Forstall, Richard L., ред. (27 березня 1995). Population of Counties by Decennial Census: 1900 to 1990. United States Census Bureau. Процитовано 27 серпня 2015.
4. ↑  Census 2000 PHC-T-4. Ranking Tables for Counties: 1990 and 2000 (PDF). United States Census Bureau. 2 квітня 2001. Процитовано 27 серпня 2015.
5. ↑  State & County QuickFacts. United States Census Bureau. Архів оригіналу за 13 серпня 2011. Процитовано 19 травня 2014. [Архівовано 2011-08-13 у Wayback Machine.](англ.) Наведено за англійською вікіпедією.
6. ↑  American FactFinder. Бюро перепису населення США. Архів оригіналу за 26 лютого 2012. Процитовано 31 січня 2008. [Архівовано 2008-05-21 у Wayback Machine.]

| США | Це незавершена стаття з географії США. Ви можете допомогти проєкту, виправивши або дописавши її. |